# Fubo
Fubo is een Duits historisch merk van motorfietsen.
De bedrijfsnaam was: Fuchs & Börner, Motorradbau, Stuttgart.
In 1923 ontstonden in Duitsland binnen één jaar honderden kleine merken van motorfietsen, die zich voornamelijk richtten op de vraag naar goedkope vervoermiddelen. De meeste van deze merken waren niet in staat zelf een motor te ontwikkelen, maar kochten in plaats daarvan inbouwmotoren van andere merken. Aanvankelijk deden Fuchs en Börner dat niet: zij maakten zelf tweetaktmotoren van 170- en 269 cc, maar klanten die meer vertrouwen hadden in een bestaande motor konden hun motorfiets ook bestellen met Britse 247- en 348cc-Blackburne-motoren.
Die productiewijze maakte de modellen echter niet echt goedkoop: de ontwikkeling van de eigen motoren was duur en ook de Blackburne-viertaktmotoren waren veel duurder dan de meer gebruikelijke Duitse tweetakten.
In 1925 beëindigden ruim 150 kleine Duitse merken de productie, waaronder Fubo.